# هيله توكسين
هيله توكسين (ولدت في 4 سبتمبر 2001 في تانانجر) هي لاعبة غطس نرويجية. تتنافس مع شقيقتها آن فيلدي توكسين في حدث الغطس المتزامن مسافة 3 أمتار، حصلت على الميدالية الفضية في سباق الجائزة الكبرى للغطس 2016 في مدريد.
في بطولة أوروبا للغطس للناشئين 2016، فازت بالفضية والبرونزية، في نفس العام فازت بالميدالية الفضية والبرونزية في بطولة العالم للغطس، واحرزت الميدالية الفضية في بطولة العالم للغطس 2019.

## نشأتها
في عام 2018، حصلت على منحة دراسية بقيمة 50000 كرونة نرويجية من سبيربانك 1 إس آر-بنك .
منذ عام 2020، ثم التحقت لجامعة ولاية لويزيانا، حيث اصبحت لاعبة في فريق أل أأس يو تايغرز،